# Юдин, Сергей Тимофеевич
Серге́й Тимофе́евич Ю́дин (24 июля [6 августа] 1916 года — 21 декабря 1983 года) — советский офицер, гвардии подполковник,  Герой Советского Союза, участник Хасанских боёв 1938 года и Советско-японской войны 1945 года в должности командира роты 157-го стрелкового полка 79-й стрелковой дивизии 16-й армии 2-го Дальневосточного фронта.

## Биография
Родился 24 июля (6 августа) 1916 года в селе Новоромановка Кокчетавского уезда ныне Сандыктауского района Акмолинской области Республики Казахстан в семье крестьянина. Русский. Окончил 7 классов. С 1934 по 1937 годы работал слесарем на Талды-Курганском сахарном заводе, затем в лесхозе.
В октябре 1937 года призван в ряды Красной армии. Служил на Дальнем Востоке. До августа 1938 года — курсант полковой школы, командир отделения 95-го Пролетарского стрелкового полка 32-й стрелковой дивизии 1-й Отдельной Краснознамённой армии. Принимал участие в боях в районе озера Хасан. Был ранен ударом штыка. С августа по сентябрь 1938 года находился на излечении в госпитале города Владивостока. За боевое отличие награждён медалью «За боевые заслуги» (1938 год).
В 1938—1939 годах — слушатель курсов младших лейтенантов 32-й стрелковой дивизии. С мая 1939 года по октябрь 1940 года — командир взвода 304-го стрелкового полка 22-й стрелковой дивизии 1-й Отдельной Краснознамённой армии.
С октября 1940 года — на Сахалине в составе 179-го стрелкового полка 79-й стрелковой дивизии; с июля 1941 года по январь 1942 года — командир стрелковой роты 6-го отдельного батальона 79-й стрелковой дивизии; с января 1942 года по декабрь 1945 года — командир стрелковой роты 157-го стрелкового полка 79-й стрелковой дивизии. Член ВКП(б) с 1945 года.
Участник советско-японской войны 1945 года.
Командир стрелковой роты 157-го стрелкового полка (79-я стрелковая дивизия, 16-я армия, 2-й Дальневосточный фронт) старший лейтенант Сергей Юдин особо отличился в боях за освобождение Южного Сахалина.
Во время боёв за Южный Сахалин был сформирован и отважно действовал в тылу врага подвижный отряд 79-й дивизии под командованием старшего лейтенанта Юдина. Отряд, насчитывавший 660 человек, успешно вёл разведку, громил вражеские тылы, штурмовал укрепления противника. 14 августа 1945 при овладении Котонским (Харамитогским) укреплённым районом рота Юдина захватила 3 дота, разгромила превосходящие силы противника. В бою командир был ранен, но оставался в строю.
Указом Президиума Верховного Совета СССР от 8 сентября 1945 года за образцовое выполнение боевых заданий командования на фронте борьбы с японскими империалистами, доблесть и отвагу старшему лейтенанту Юдину Сергею Тимофеевичу присвоено звание Героя Советского Союза с вручение ордена Ленина и медали «Золотая Звезда» (№ 7766).
После войны продолжил службу в армии. В 1946 году окончил курсы усовершенствование офицерского состава. С августа 1946 года по июнь 1948 года Юдин С. Т. — заместитель командира батальона 138-го стрелкового полка 101-й стрелковой дивизии (город Северо-Курильск). В 1949 году он начальник полковой школы 92-го гвардейского стрелкового полка 28-й гвардейской стрелковой дивизии Одесского военного округа. В 1949-1953 годах гвардии подполковник Юдин С. Т. — заместитель командира стрелкового батальона 86-го гвардейского стрелкового полка 29-й гвардейской стрелковой дивизии. С 1953 года гвардии подполковник Юдин С. Т. — в запасе.
Жил в городе Черкассы (Украина). С 1954 года работал начальником отдела кадров Черкасской швейно-ватной фабрики. Скончался 21 декабря 1983 года.

## Награды
- Медаль «Золотая Звезда»; (08.09.1945)[3]
- орден Ленина; (08.09.1945)[3]
- орден Красной Звезды; (15.11.1950)[3]
- медали, в том числе:
  - медаль «За боевые заслуги» (25.10.1938)[3]
  - медаль «За боевые заслуги» (30.04.1947) [4]
  - медаль «За победу над Японией» (30.09.1945)[3]